# Coleosoma octomaculatum
Coleosoma octomaculatum es una especie de araña del género Coleosoma, familia Theridiidae, orden Araneae. La especie fue descrita científicamente por Bösenberg & Strand en 1906.
La especie se mantiene activa durante los meses de enero, abril, mayo, junio, julio, agosto, septiembre, octubre y noviembre.

## Descripción
Mide aproximadamente 1,2-3,0 milímetros de longitud.

## Distribución
Se distribuye por Corea, Japón, China y Vietnam.